# Chiesa della Madonna delle Piaggie
La chiesa della Madonna delle Piagge si trova a Deruta, in provincia di Perugia e arcidiocesi di Perugia-Città della Pieve.

## Storia e descrizione

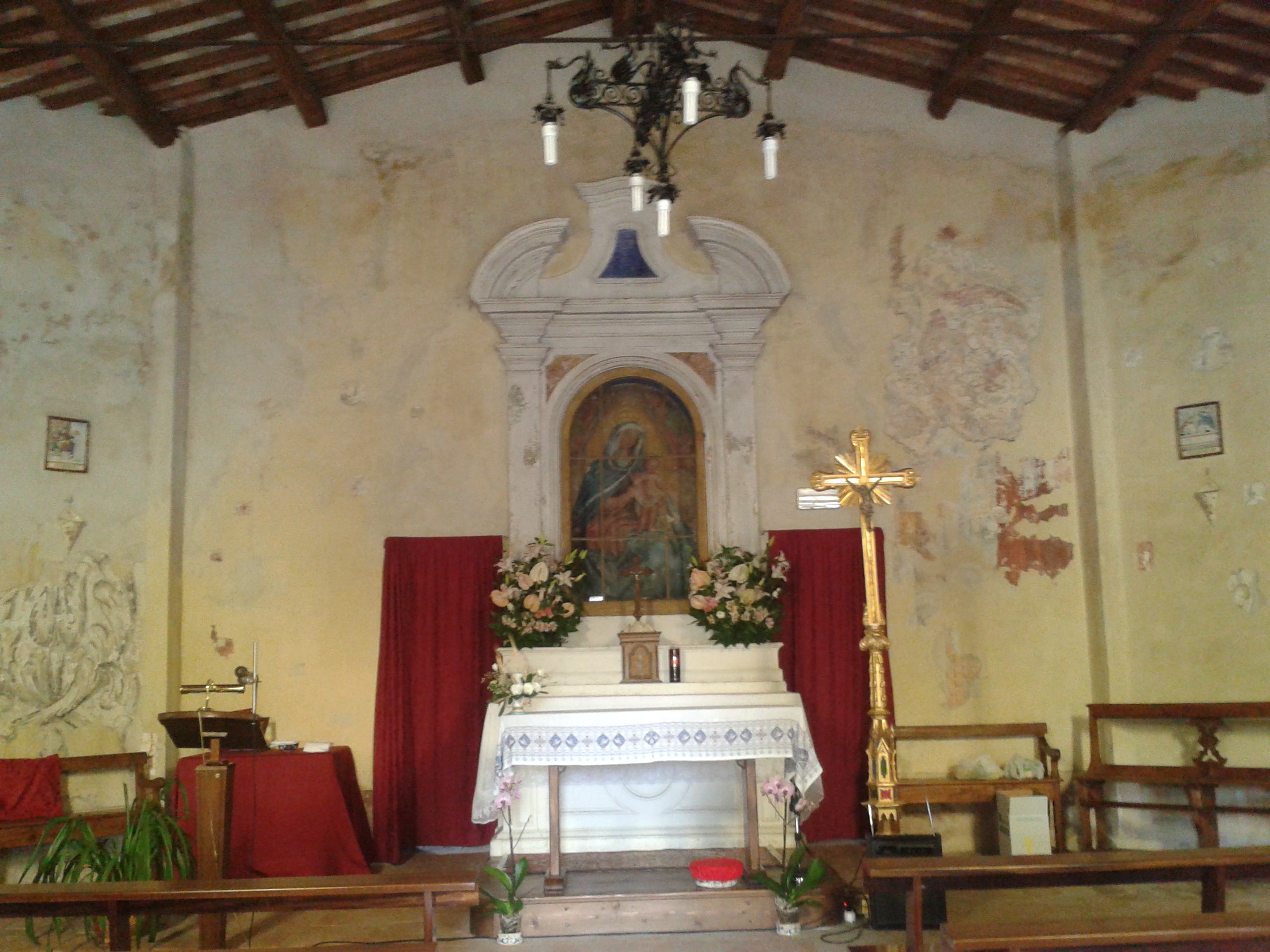
Interno della chiesa.

Fu costruita per volere dei magistrati Deruta nel 1601; nel 1606 fu aggregata alla Compagnia del Rosario o della Morte.
In questa chiesa, il lunedì di Pasqua, si concludeva con una solenne cerimonia la processione alla Chiesa di Santa Maria di Roncione e ugualmente, il giorno successivo, quella della Madonna dei Bagni.
All'interno l'unico altare accoglie un affresco raffigurante la Madonna col Bambino di artista locale di cultura tardo manieristica.
Un tempo le pareti erano adornate da affreschi raffiguranti tendaggi, ora però giunti a noi in parte.
La mattonella inserita nella facciata, raffigurante la Madonna col Bambino, è opera autografa di Amerigo Lunghi.

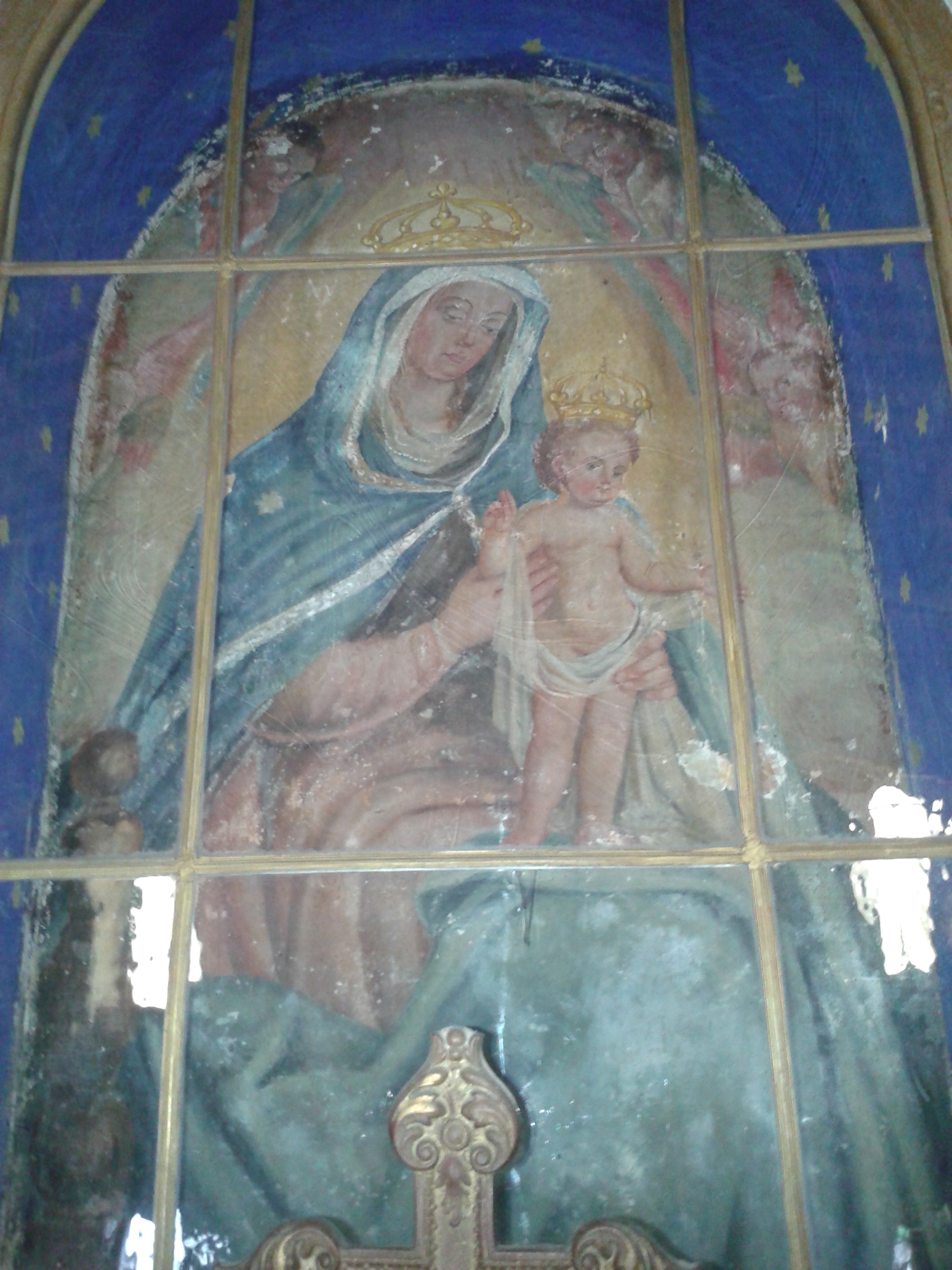
Affresco con la Madonna col Bambino.
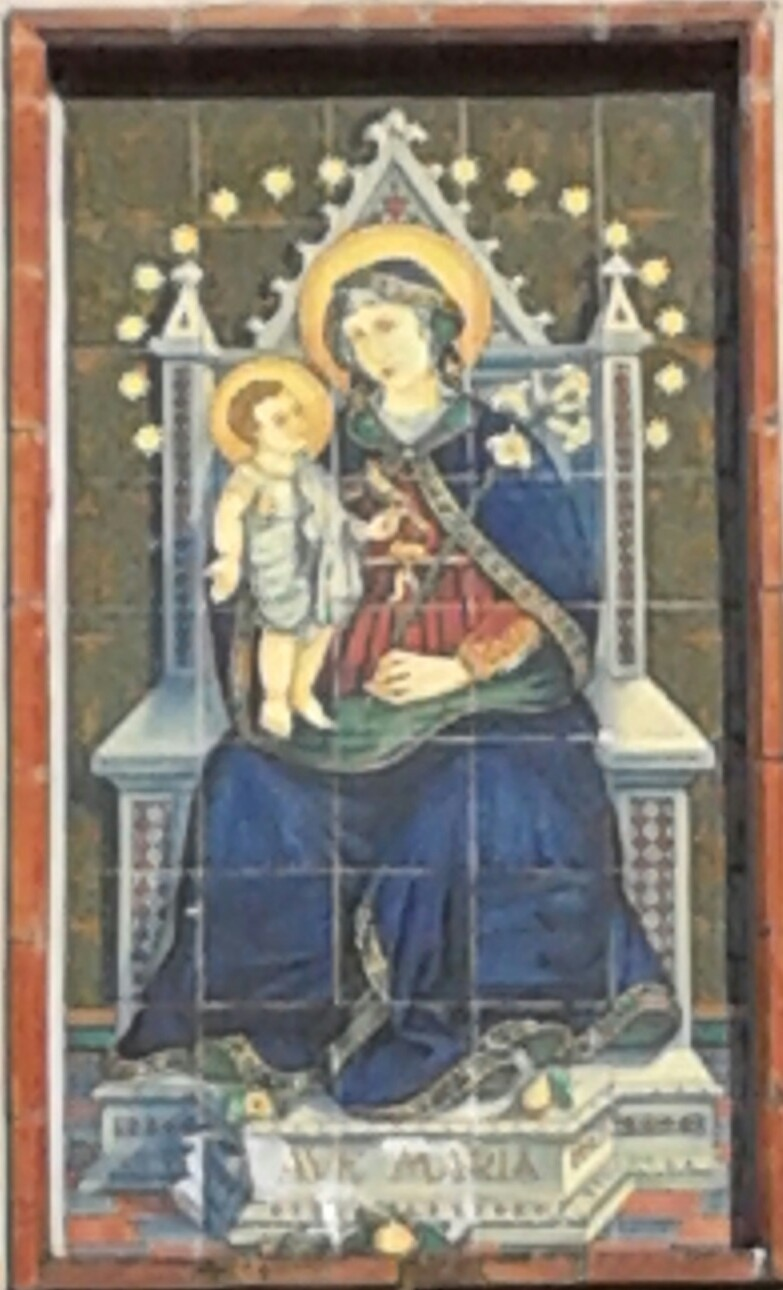
Pannello in ceramica con la Madonna col Bambino di Amerigo Lunghi.

## Gli ex voto
Da qui provengono anche 6 ex voto conservati nel Museo regionale della Ceramica ora sostituiti da fedeli copie. Gli ex voto sono molto simili a quelli del Santuario della Madonna del Bagno sia nello stile che nella sigla P.G.R cioè per grazia ricevuta

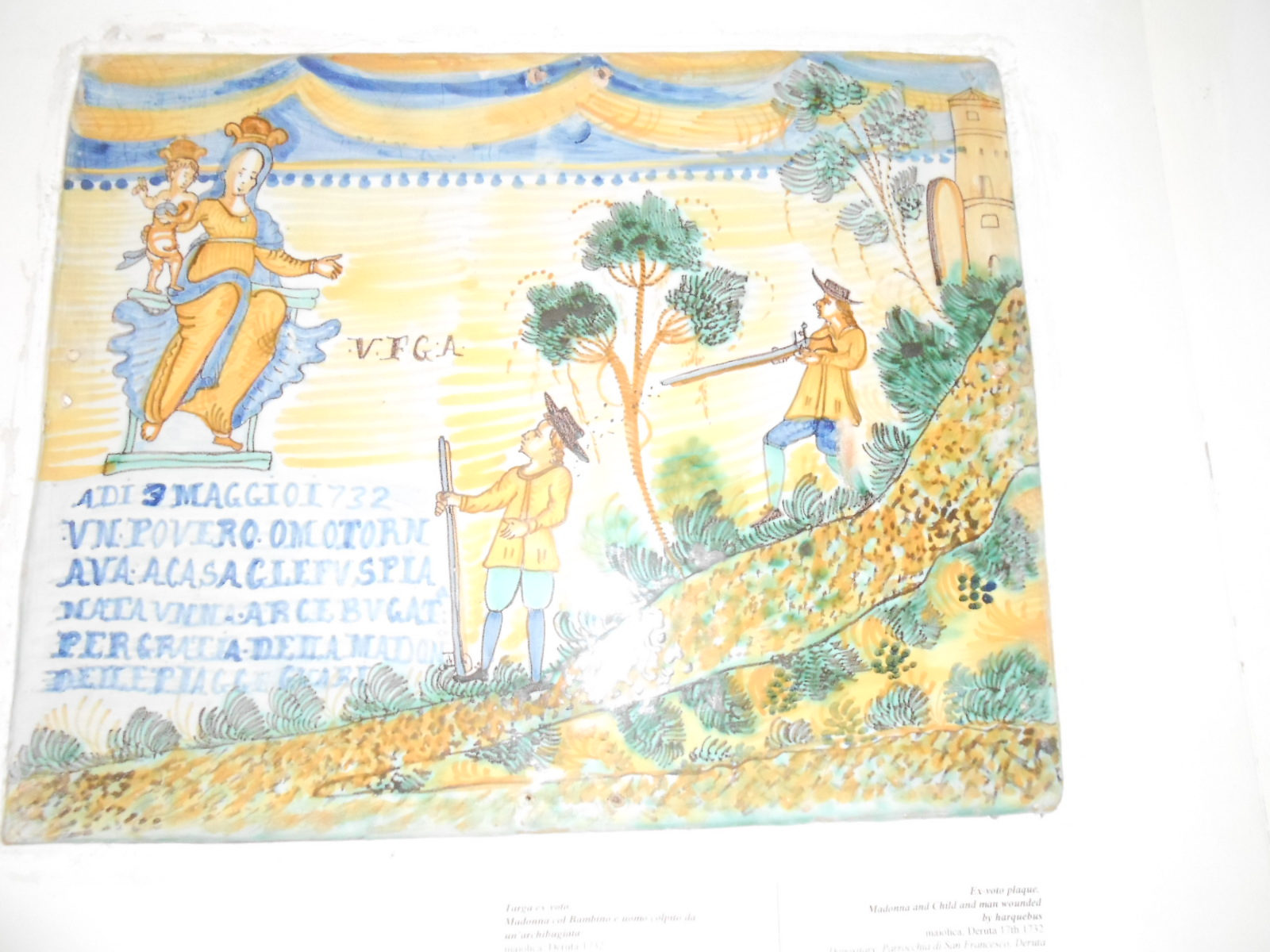
Uomo miracolato che prega la Vergine
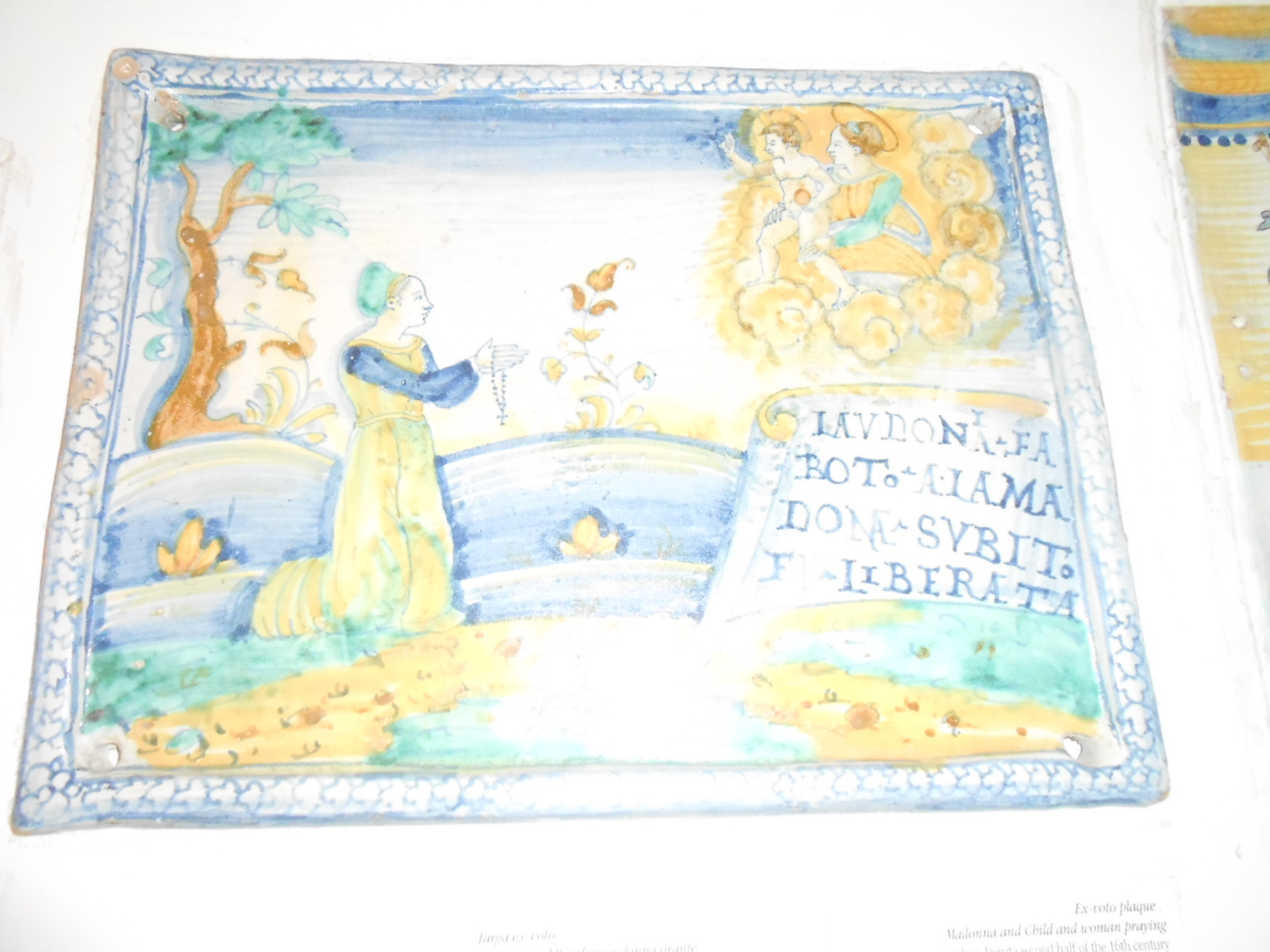
Donna che prega la Vergine
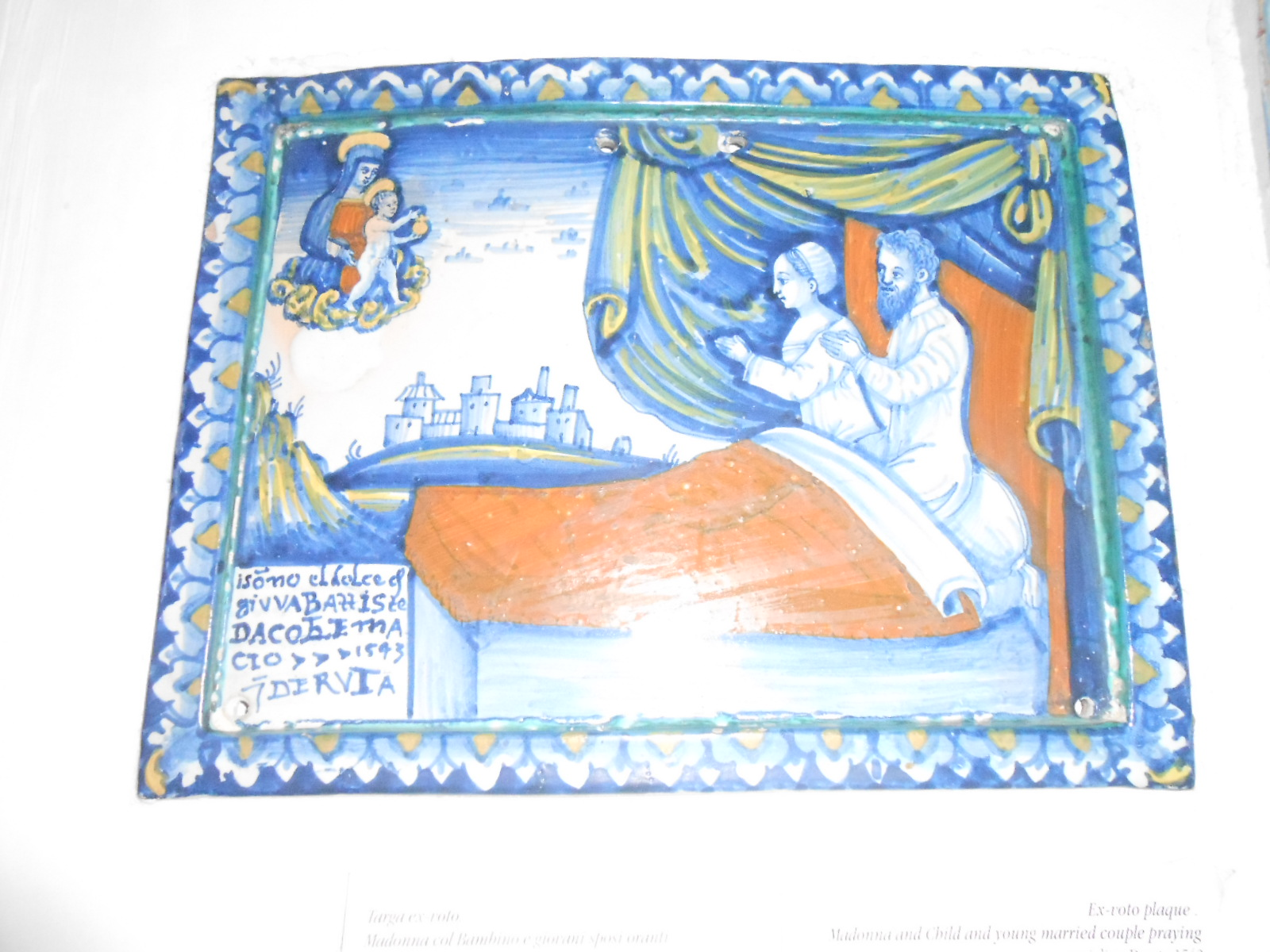
Coppia allettata che prega la Vergine
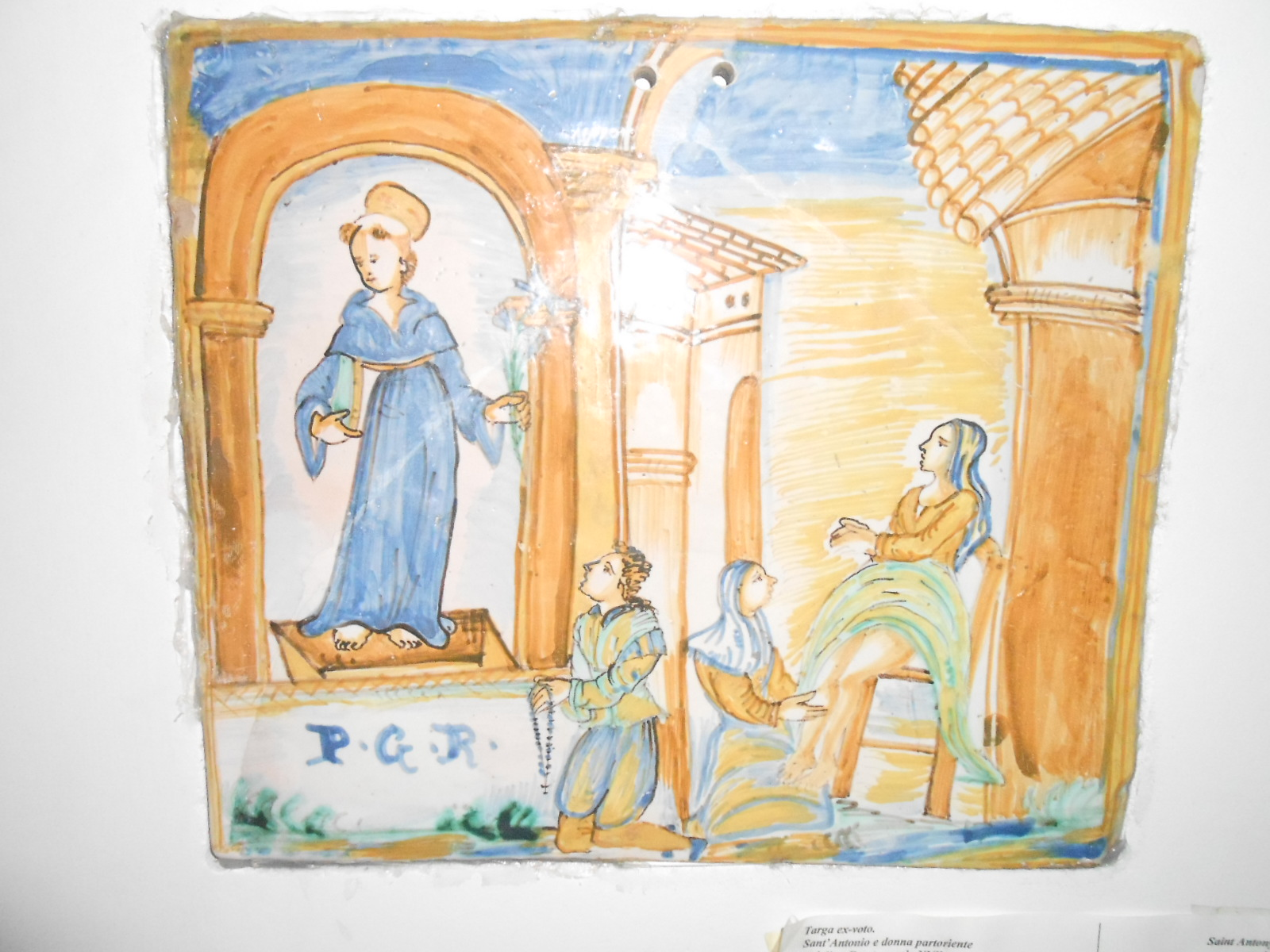
Uomo che prega Sant'Antonio per una donna paralizzata alle gambe
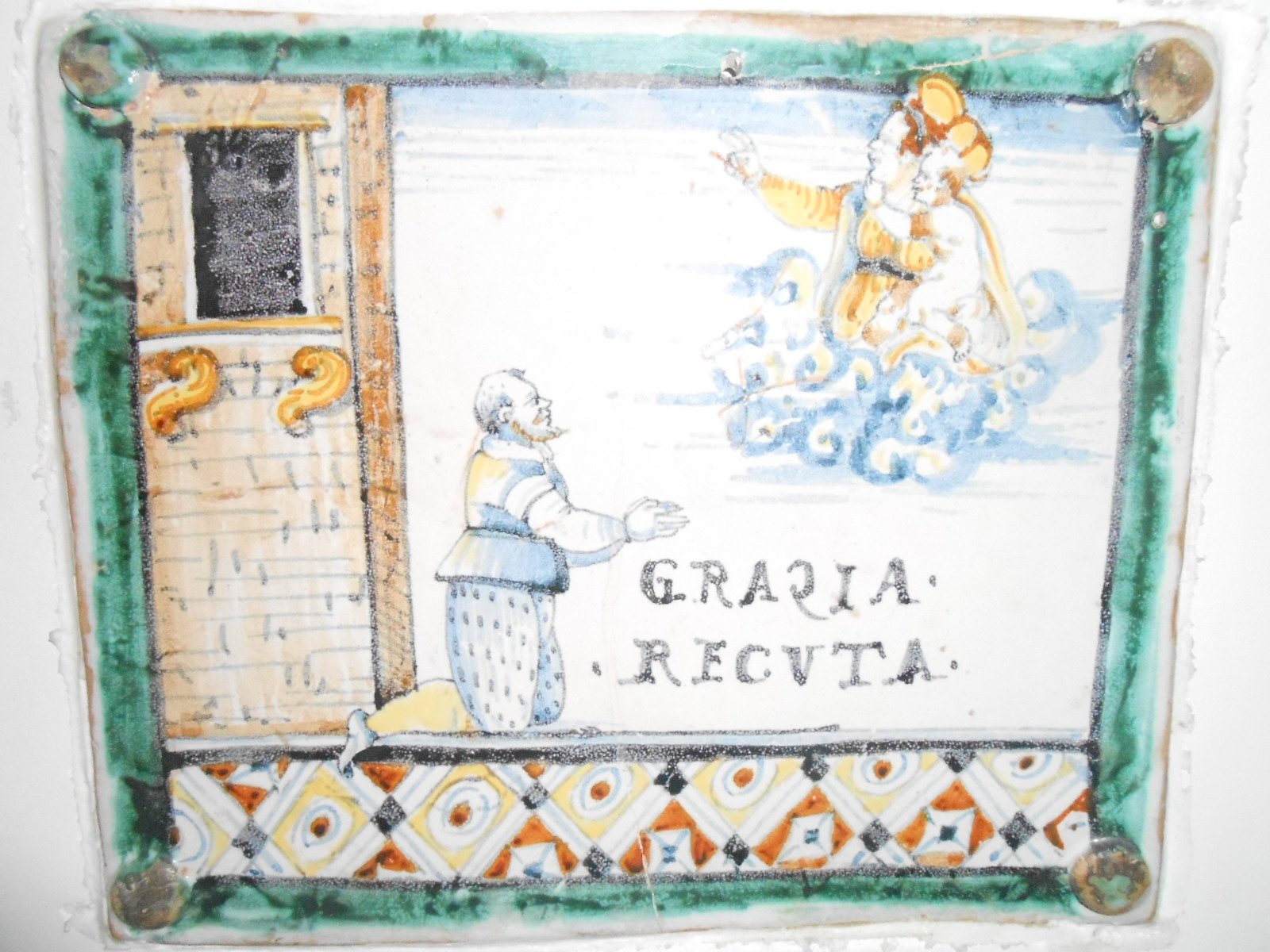
Uomo che prega la Vergine
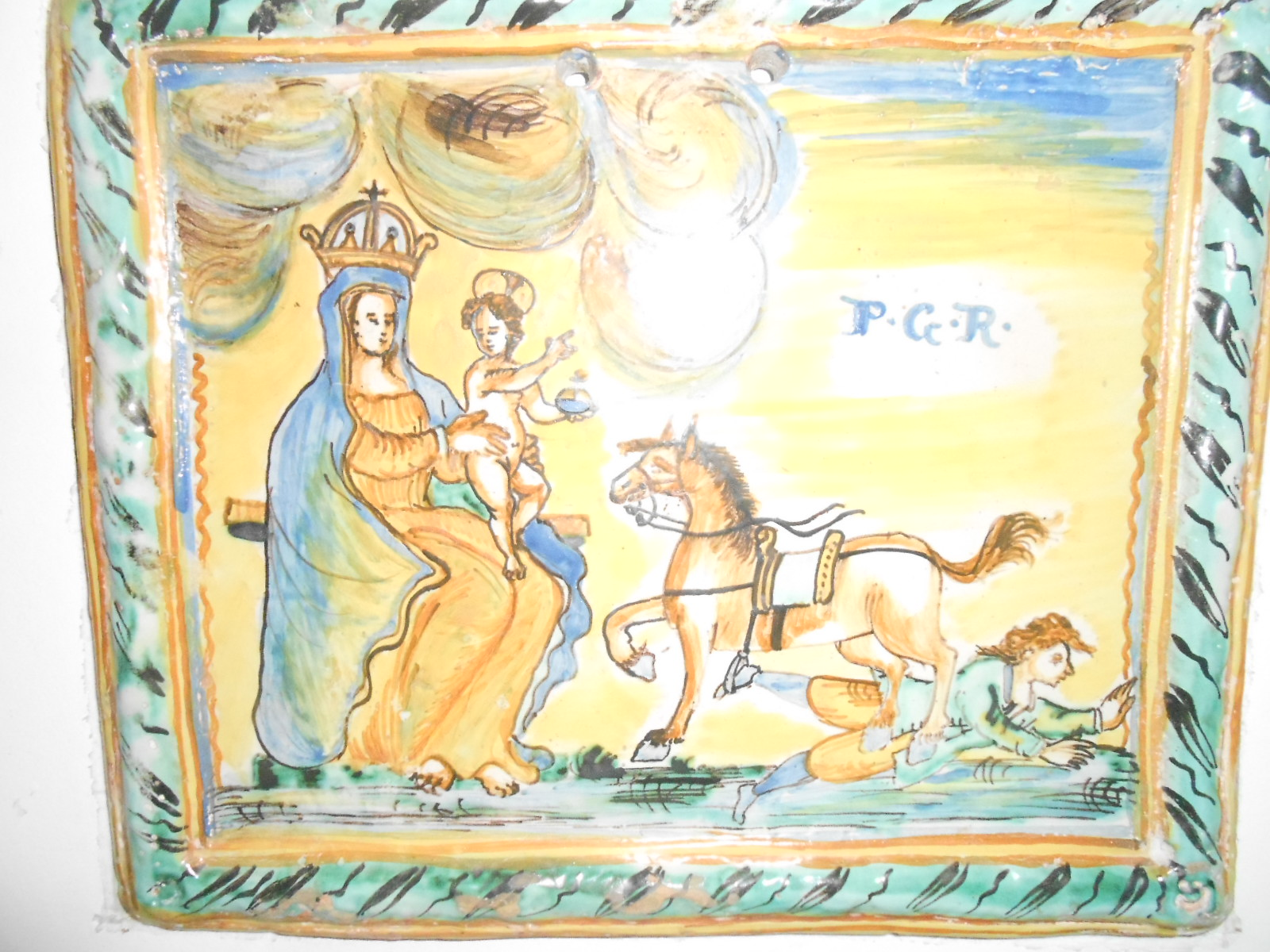
Uomo miracolosamente scampato dal calcio di un cavallo.